# Корнелія Сулла Старша
Корнелія Сулла Старша (*Cornelia Sullas Maior, прибл. 140 до н. е. —після 120 до н. е.) — матрона та аристократка часів Римської республіки.

## Життєпис
Походила із збіднілого патриціанського роду Корнеліїв Сулл. Донька Луція Корнелія Сулли та старша сестра диктатора Луція Сулли. Була одружена з Нонієм Суфенатом і мала від нього сина. Невідомо, чи дожила вона до часів диктатури свого брата.

## Син
- Секст Ноній Суфенат, претор 81 року до н. е.